# Janetaescincus veseyfitzgeraldi
Janetaescincus veseyfitzgeraldi — вид сцинкоподібних ящірок родини сцинкових (Scincidae). Ендемік Сейшельських Островів. Вид названий на честь ірландського еколога Десмонда Весі-Фіцжеральда.

## Поширення і екологія
Janetaescincus veseyfitzgeraldi мешкають на островах Мае, Праслен, Силует, Кюр'єз, Фелісіте, Ла-Діг і Фрегат в архіпелазі Сейшельських островів. Вони живуть у незайманих вологих тропічних лісах, на висоті до 400 м над рівнем моря. Ведуть риючий спосіб життя, відкладають яйця.

## Збереження
МСОП класифікує цей вид як такий, що перебуває під загрозою зникнення. Janetaescincus braueri загрожує хижацтво з боку інтродукованих звичайних тенреків (Tenrec ecaudatus) та знищення природного середовища.